# دانشگاه ابن سینا
دانشگاه ابن‌سینا اولین دانشگاه غیرانتفاعی در افغانستان است که با مجوز رسمی وزارت تحصیلات عالی در سال ۱۳۸۹ تأسیس شد و تاکنون پذیرای دانشجویان در ۱۴ رشته آموزشی زیر بوده‌است.
دانشگاه ابن‌سینا دارای دانشکده‌های: علوم سیاسی، حقوق، علوم اجتماعی، اقتصاد و مدیریت، انجنیری و کامپیوترساینس می‌باشد؛ و همچنین در رشته‌های روابط بین‌الملل، حقوق جزا و جرم‌شناسی، حقوق عامه و خصوصی در مقطع ماستری نیز فعالیت دارند.

## دانشکده‌ها و رشته‌های آموزشی
- انجنیری معدن
- انجنیری محیط زیست
- انجنیری سیویل
- انجنیری ژئوتکنیک
- انجینری نرم‌افزار
- تکنالوژی معلوماتی
- اقتصاد تجارتی
- مدیریت امور بانکی و مالی
- اندیشه سیاسی
- روابط بین‌الملل
- حقوق عامه و خصوصی
- حقوق جزا و علوم جنایی
- جامعه‌شناسی
- فلسفه
- ژورنالیزم
- مترجمی زبان انگلیسی

تعداد زیادی از استادان دانشگاه دارای مدرک تحصیلی دکتری (PHD) هستند و حداقل سطح تحصیلات سایر استادان مؤسسه ماستری (کارشناسی ارشد) می‌باشد.
دانشگاه ابن سینا در سومین سال فعالیتش، شعبه‌ای در شهر مزار شریف افتتاح کرد.
دانشگاه ابن‌سینا دارای ۳۰ استاد کدر با درجه تحصیلی دکترا و بیش از ۱۰۰ استاد مدعو با درجه تحصیلی ماستری (کارشناسی ارشد) می‌باشد.

## سیستم آموزشی
تمام درس‌های دوره لیسانس ۱۳۶ کریدیت (واحد درسی) تعریف شده‌است، تکمیل این تعداد درس و فراغت از دوره لیسانس بستگی به خواست، توانایی و اوسط نمرات دانشجو دارد؛ محصل می‌تواند با گرفتن بیشترین کریدیت دوره لیسانس را در سه سال تمام کند یا با انتخاب درس کمتر، پس از چهار و نیم سال فارغ‌التحصیل گردد. به عبارت دیگر در این نظام آموزشی دانشجو می‌تواند در هر سمستر بین ۱۴ تا ۲۴ کریدیت درس انتخاب کند. اگر دانشجویی تعدادی از درس‌ها را قبلاً در یک مؤسسه یا دانشگاه دیگری اعم از دولتی و خصوصی گذرانده باشد و بخواهد در دانشگاه ابن سینا ادامه تحصیل دهد، در صورت قبولی در کنکور مؤسسه و همسانی مضامین درسی قبلی ایشان با برنامه درسی دانشگاه ابن سینا، دانشکده مربوط پس از بررسی ریز نمرات دانشجو می‌تواند نمرات درسهای گذرانده شده را بدون شرکت دانشجو در صنف در پرونده تحصیلی او درج نماید و دانشجو می‌تواند به فراگیری درسهایی بپردازد که تا کنون آنها را نگذرانده‌است.

## همکاران ملی و بین‌المللی
- دانشگاه صنعتی شریف تهران
- دانشگاه ملی قزاقستان (دانشگاه الفارابی)
- دانشگاه تالین کشور استونیا
- مؤسسه بین‌المللی مطالعات اسلامی کوالالامپور (IAIS)
- دانشگاه کابل
- پردیس فارابی دانشگاه تهران
- دانشکده فیزیک دانشگاه کابل
- سازمان تحقیقات استراتژیک علوم معاصر

## فعالیت‌ها
- اجرای جشنوارهٔ دانشجویی با حضور تعدادی از شاعران و نویسندگان در تاریخ ۱۹ قوس ۱۳۹۲[۲]
- نخستین جشن فارغ‌التحصیلی دانشجویان دانشگاه در تاریخ ۱۷ ژانویه ۲۰۱۴[۳]
- برگزاری دوره‌های تخصصی برای ۴۰۰ تن از دانشجویان دانشگاه ابن‌سینا توسط مرکز مشاورهٔ شغلی دانشگاه ابن‌سینا ۳۰ سرطان ۱۳۹۷
- برگزاری نشست‌های علمی با حضور استادان دانشگاه ابن‌سینا و پژوهشگران منطقه‌ای ۲ عقرب 1397
- برگزاری نمایشگاه کتاب دانشجو در دو دوره ۱۶ سرطان 1397
- برگزاری دو دوره نمایشگاه آثار دانشجویان مهندسی معماری (آرشیتکت) دانشگاه ابن‌سینا ۳ تا ۵ میزان 1397
- برگزاری کارگاه آموزشی پالیسی منع آزار و اذیت جنسی ۱۳ سنبله ۱۳۹۷
- برگزاری سمینارهای آشنایی با بورسیه‌های کشورهای مختلف غربی و شرقی
- برگزاری برنامهٔ «گفتمان آزاد: پارلمان و نقش آن در اصلاحات انتخاباتی»، ۹ عقرب 1396
- برگزاری محافل ادبی و رونمایی از آثار نویسندگان افغانستانی
- تکمیل پروژهٔ تحقیقی تغییرات اقلیم با همکاری دانشگاه بامیان و دانشگاه اروین شهر کالیفرنیا، اواسط سال ۱۳۹۴ تا سال ۱۳۹۶
- برگزاری ششمین دور فراغت دانشجویان لیسانس و دومین دور فراغت دانشجویان ماستری، ۸ جدی ۱۳۹۶